# 幾島川
幾島川（いくしまがわ）は、徳島県阿南市を流れる二級河川である。

## 地理
阿南市羽ノ浦町より那賀川町を通過し紀伊水道に注ぐ。流域には阿南市役所、阿南市立羽ノ浦小学校、阿南市立今津小学校等があり、徳島県道141号大林那賀川阿南線、徳島県道273号大京原今津浦和田津線、徳島県道275号敷地羽ノ浦線などの県道が流域を通っている。

## 流域の主な施設
- 阿南市役所
- 阿南市立今津小学校
- 徳島県道273号大京原今津浦和田津線
- 今津漁港

## 流域の自治体
徳島県
阿南市